# Howard Coble
John Howard Coble (Greensboro, 18 marzo 1931 – Greensboro, 3 novembre 2015) è stato un politico statunitense, membro della Camera dei Rappresentanti per lo stato della Carolina del Nord dal 1985 al 2015.

## Biografia
Nato e cresciuto a Greensboro, Coble prestò servizio militare nella guardia costiera, passando poi nelle riserve per altri diciotto anni. Dopo la laurea in legge all'Università della Carolina del Nord a Chapel Hill divenne avvocato e in seguito entrò in politica con il Partito Repubblicano.
Nel 1978 venne eletto all'interno della legislatura statale della Carolina del Nord e vi rimase per sei anni. Nel 1984 si candidò alla Camera dei Rappresentanti e riuscì a sconfiggere il deputato democratico in carica da un solo mandato Charles Robin Britt, venendo così eletto. Negli anni successivi fu riconfermato dagli elettori altre quattordici volte, finché nel 2014 annunciò il proprio ritiro al termine del mandato e lasciò così il Congresso dopo trent'anni di permanenza.
Howard Coble morì alcuni mesi dopo aver lasciato la politica, nel novembre del 2015, a causa di un tumore.